# Verwaltungsgemeinschaft Wormstedt
Die VerwaltungsgemeinschaftWormstedt lag zunächst im damaligen thüringischen Kreis Apolda, dann im Landkreis Weimarer Land. In ihr hatten sich fünf Gemeinden zur Erledigung ihrer Verwaltungsgeschäfte zusammengeschlossen. Sitz war Wormstedt.

## Die Gemeinden
- Eckolstädt
- Kösnitz
- Münchengosserstädt
- Pfuhlsborn
- Wormstedt

## Geschichte
Die Verwaltungsgemeinschaft existierte vom 1. März 1991 bis zum 11. Oktober 1994. Bei der Auflösung wurde sie mit der Verwaltungsgemeinschaft Kleinromstedt zur Verwaltungsgemeinschaft Ilm-Saale-Platte zusammengeschlossen.